# Корнавен
Вокзал Корнавен (фр. Gare de Genève-Cornavin) — железнодорожный вокзал в Женеве (Швейцария).
Был торжественно открыт в 1858 году и первым маршрутом связал Женеву с Лионом. В 1909 году полностью сгорел из-за перегрева одной из печей. 
Начало роста
После решения Лиги Наций, принятого в 1919 году, обосноваться в Женеве, город приступил к крупной работе. В связи с этим станция Корнавен была полностью перестроена по планам архитектора Жюльена Флегенхаймера со скульптурами на фронтоне Жака Пробста. Новый центральный зал был открыт в 1929 г. 
В 1987 г. с вокзала появилась возможность ездить в открывшийся женевский аэропорт. В настоящее время с вокзала можно попасть в любую точку Швейцарии и Европы. 
Интересные факты
Обломки старого здания были использованы для создания пляжа и набережной на Женевском озере.
Название улицы, места и станции, Cornavin, очень старое, и относится к «епископским лозам», которые в начале пятнадцатого века покрывали эту территорию до озера.